# يان إليوت
يان إليوت (بالإنجليزية: Ian Elliott)‏ هو مجدف بريطاني، ولد في 11 يناير 1938 في برمنغهام في المملكة المتحدة.

## وصلات خارجية
- يان إليوت على موقع الاتحاد الدولي للتجديف (الإنجليزية)
- يان إليوت على موقع أوليمبيديا (الإنجليزية)